# Escudo de la República Socialista Soviética Carelo-Finesa
El emblema estatal de la República Socialista Soviética Carelo-Finesa fue aprobado el 10 de febrero de 1941 por el gobierno de la República Socialista Soviética Carelo-Finesa y utilizado hasta que fue absorbido en la República Socialista Federativa Soviética de Rusia en 1956. Está basado en el emblema nacional de la URSS.

## Descripción
El emblema está compuesto por unas colinas en las que fluye un río (que representa a la topografía local), y detrás de estas, un sol naciente que representa el futuro del pueblo carelo-finlandés, los cuales son abrazados por un haz de trigo a la derecha y otro de ramas de conífera a la izquierda (que representan la agricultura) rodeados por una cinta roja que lleva el lema de la Unión Soviética, «¡Proletarios de todos los países, uníos!», escrito en ruso (Пролетарии всех стран, соединяйтесь!, romanizado: Stran Proletarii vsekh, soyedinyaytes!), y en finés (Kaikkien maiden proletaarit, liittykää yhteen!). La hoz y el martillo (símbolos soviéticos) se encuentran encima del sol naciente, mientras que la estrella roja con borde dorado (simbolizando el "socialismo en los cinco continentes") se encuentra en la parte superior del emblema.

## Historia
De 1956 a 1991, la República Socialista Soviética Carelo-Finesa utilizó una variante del escudo de armas de la República Socialista Federativa Soviética de Rusia.
- Datos: Q1052703
- Multimedia: Coats of arms of the Karelo-Finnish Soviet Socialist Republic / Q1052703